# Liste des districts judiciaires de la Communauté valencienne
Liste de districts judiciaires de la Communauté valencienne et des communes qu’ils contiennent.

## Districts judiciaires de laprovince d'Alicante

### District judiciaire d'Alcoy
Agres,
Alcocer de Planes,
Alcoleja,
Alcoy,
Alfafara,
Almudaina,
L'Alqueria d'Asnar,
Balones,
Banyeres de Mariola,
Benasau,
Beniarrés,
Benifallim,
Benilloba,
Benillup,
Benimarfull,
Benimassot,
Cocentaina,
Facheca,
Famorca,
Gaianes,
Gorga,
L'Orxa,
Millena,
Muro de Alcoy,
Penàguila,
Planes,
Quatretondeta,
Tollos.

### District judiciaire d'Alicante
Alicante.

### District judiciaire deBenidorm
L'Alfàs del Pi,
Altea,
Benidorm,
Finestrat.

### District judiciaire deDénia
Adsubia,
Alcalalí,
Beniarbeig,
Benigembla,
Benidoleig,
Benimeli,
Benissa,
Calp,
Castell de Castells,
Dénia,
Gata de Gorgos,
Jalón,
Llíber,
Murla,
Ondara,
Orba,
Parcent,
Pedreguer,
Pego,
El Poble Nou de Benitatxell,
Els Poblets,
El Ràfol d'Almúnia,
Sagra,
Sanet y Negrals,
Senija,
Teulada,
Tormos,
La Vall d'Alcalà,
La Vall d'Ebo,
Vall de Gallinera,
La Vall de Laguar,
El Verger,
Xàbia.

### District judiciaire d'Elche
Crevillent,
Elche,
Santa Pola.

### District judiciaire d'Elda
Elda,
Petrer.

### District judiciaire d'Ibi
Castalla,
Ibi,
Onil,
Tibi.

### District judiciaire deNovelda
Agost,
Algueña,
Aspe,
Fondó de les Neus,
Hondón de los Frailes,
Monforte del Cid,
Monòver,
Novelda,
El Pinós,
La Romana.

### District judiciaire d'Orihuela
Albatera,
Algorfa,
Almoradí,
Benejúzar,
Benferri,
Bigastro,
Callosa de Segura,
Catral,
Cox,
Daya Nueva,
Daya Vieja,
Dolores,
Formentera del Segura,
Granja de Rocamora,
Jacarilla,
Orihuela,
Pilar de la Horadada,
Rafal,
Redován,
San Fulgencio,
San Isidro.

### District judiciaire deSant Vicent del Raspeig
Aigües,
Busot,
El Campello,
Mutxamel,
Sant Joan d'Alacant,
Sant Vicent del Raspeig,
La Torre de les Maçanes,
Xixona.

### District judiciaire deTorrevieja
Benijófar,
Guardamar del Segura,
Rojales,
San Miguel de Salinas,
Torrevieja,
Los Montesinos.

### District judiciaire deLa Vila Joiosa
Beniardá,
Benifato,
Benimantell,
Bolulla,
Callosa d'en Sarrià,
El Castell de Guadalest,
Confrides,
La Nucía,
Orxeta,
Polop,
Relleu,
Sella,
Tàrbena,
La Vila Joiosa.

### District judiciaire deVillena
Beneixama,
Biar,
El Camp de Mirra,
Cañada,
Salinas,
Sax,
Villena.

## Districts judiciaires de laprovince de Castellón

### District judiciaire deCastellón de la Plana
Albocàsser,
L'Alcora,
Almassora,
Atzeneta del Maestrat,
Benafigos,
Benasal,
Benicàssim,
Benlloch,
Borriol,
Cabanes,
Castelló de la Plana,
Castillo de Villamalefa,
Cortes de Arenoso,
Costur,
Les Coves de Vinromà,
Culla,
Figueroles,
Lucena del Cid,
Ludiente,
Orpesa,
La Pobla Tornesa,
Sant Joan de Moró,
La Serratella,
Sierra Engarcerán,
Torreblanca,
La Torre d'en Besora,
La Torre d'en Doménec,
Les Useres,
Vall d'Alba,
Vilafamés,
Vilanova d'Alcolea,
Vilar de Canes,
Vilafranca,
Villahermosa del Río,
Vistabella del Maestrat,
Xodos,
Zucaina.

### District judiciaire deNules
Aín,
Alcudia de Veo,
Alfondeguilla,
Almenara,
Les Alqueries,
Arañuel,
Argelita,
Artana,
Ayódar,
Betxí,
Cirat,
Eslida,
Espadilla,
Fanzara,
Fuentes de Ayódar,
La Llosa,
Moncofa,
Nules,
Onda,
Ribesalbes,
Suera,
Tales,
Toga,
Torralba del Pinar,
Torrechiva,
Vallat,
La Vall d'Uixó,
Villamalur,
La Vilavella,
Xilxes.

### District judiciaire deSegorbe
Algimia de Almonacid,
Almedíjar,
Altura,
Azuébar,
Barracas,
Bejís,
Benafer,
Castellnovo,
Caudiel,
Chóvar,
Fuente la Reina,
Gaibiel,
Geldo,
Higueras,
Jérica,
Matet,
Montán,
Montanejos,
Navajas,
Pavías,
Pina de Montalgrao,
Puebla de Arenoso,
Sacañet,
Segorbe,
Soneja,
Sot de Ferrer,
Teresa,
Torás,
El Toro,
Vall de Almonacid,
Villanueva de Viver,
Viver.

### District judiciaire deVila-real
Borriana, Vila-real.

### District judiciaire deVinaròs
Alcalà de Xivert,
Ares del Maestrat,
Benicarló,
Càlig,
Canet lo Roig,
Castell de Cabres,
Castellfort,
Catí,
Cervera del Maestre,
Cinctorres,
Forcall,
Herbés,
La Jana,
La Mata,
Morella,
Olocau del Rey,
Palanques,
Peníscola,
La Pobla de Benifassà,
Portell de Morella,
Rossell,
La Salzadella,
Sant Jordi,
Sant Mateu,
San Rafael del Río,
Santa Magdalena de Pulpis,
Tírig,
Todolella,
Traiguera,
Vallibona,
Villores,
Vinaròs,
Xert,
Zorita del Maestrazgo.

## Districts judiciaires de laprovince de Valence

### District judiciaire d'Alzira
Alberic,
Alcàntera de Xúquer,
Alzira,
Algemesí,
Antella,
Beneixida,
Benimuslem,
Carcaixent,
Càrcer,
Cotes,
L'Ènova,
Gavarda,
Guadassuar,
Manuel,
Massalavés,
La Pobla Llarga,
Rafelguaraf,
Sant Joanet,
Sellent,
Senyera,
Sumacàrcer,
Tous,
Villanueva de Castellón.

### District judiciaire deCarlet
L'Alcúdia,
Alginet,
Almussafes,
Benifaió,
Benimodo,
Carlet,
Silla.

### District judiciaire deCatarroja
Albal,
Alfafar,
Benetússer,
Catarroja,
Llocnou de la Corona,
Massanassa,
Sedaví.

### District judiciaire deChiva
Alborache, 
Buñol, 
Cheste, 
Chiva, 
Dos Aguas, 
Godelleta, 
Macastre, 
Millares, 
Turís, 
Yátova.

### District judiciaire deQuart de Poblet
Quart de Poblet,
Manises.

### District judiciaire deGandia
Ador,
Alfauir,
Almiserà,
Almoines,
L'Alqueria de la Comtessa,
Barx,
Bellreguard,
Beniarjó,
Beniflá,
Benirredrà,
Castellonet de la Conquesta,
Daimús,
La Font d'en Carròs,
Gandia,
Guardamar de la Safor,
Llocnou de Sant Jeroni,
Miramar,
Oliva,
Palma de Gandía,
Palmera,
Piles,
Potries,
Rafelcofer,
Real de Gandía,
Rótova,
Vilallonga,
Xeresa,
Xeraco.

### District judiciaire deLlíria
Ademuz,
Alcublas,
Alpuente,
Andilla,
Aras de los Olmos,
Benagéber,
Benaguasil,
Benisanó,
Bétera,
Bugarra,
Calles,
Casas Altas,
Casas Bajas,
Casinos,
Castielfabib,
Chelva,
Chulilla,
Domeño,
L'Eliana,
Gátova,
Gestalgar,
Higueruelas,
Llíria,
Loriguilla,
Losa del Obispo,
Marines,
Náquera,
Olocau,
Pedralba,
Puebla de San Miguel,
La Pobla de Vallbona,
Riba-roja de Túria,
Serra,
Sot de Chera,
Titaguas,
Torrebaja,
Tuéjar,
Vallanca,
Vilamarxant,
Villar del Arzobispo,
La Yesa.

### District judiciaire deMassamagrell
Albuixech,
Massalfassar,
Massamagrell,
Museros,
La Pobla de Farnals,
El Puig de Santa Maria,
Puçol,
Rafelbunyol,

### District judiciaire deMislata
Mislata,
Xirivella.

### District judiciaire deMoncada
Albalat dels Sorells,
Alboraya,
Alfara del Patriarca,
Almàssera,
Bonrepòs i Mirambell,
Emperador,
Foios,
Meliana,
Moncada,
Rocafort,
Tavernes Blanques,
Vinalesa.

### District judiciaire d'Ontinyent
Agullent,
Albaida,
Alfarrasí,
Atzeneta d'Albaida,
Aielo de Malferit,
Aielo de Rugat,
Bèlgida,
Bellús,
Beniatjar,
Benicolet,
Benigànim,
Benissoda,
Benisuera,
Bocairent,
Bufali,
Carrícola,
Castelló de Rugat,
Fontanars dels Alforins,
Guadasséquies,
Llutxent,
Montaverner,
Montitxelvo,
L'Olleria,
Ontinyent,
Otos,
El Palomar,
Pinet,
La Pobla del Duc,
Quatretonda,
Ráfol de Salem,
Rugat,
Salem,
Sempere,
Terrateig.

### District judiciaire dePaterna
Burjassot,
Godella,
Paterna,
San Antonio de Benagéber.

### District judiciaire dePicassent
Alcàsser,
Alfarp,
Beniparrell,
Catadau,
Llombai,
Montserrat,
Montroi,
Picassent,
Real.

### District judiciaire deRequena
Ayora,
Camporrobles,
Caudete de las Fuentes,
Cofrentes,
Cortes de Pallás,
Chera,
Fuenterrobles,
Jalance,
Jarafuel,
Millares,
Requena,
Siete Aguas,
Sinarcas,
Teresa de Cofrentes,
Utiel,
Venta del Moro,
Villargordo del Cabriel,
Zarra.

### District judiciaire deSagonte
Albalat dels Tarongers,
Alfara de la Baronia,
Algar de Palancia,
Algimia de Alfara,
Benavites,
Benifairó de les Valls,
Canet d'En Berenguer,
Estivella,
Faura,
Gilet,
Petrés,
Quart de les Valls,
Quartell,
Sagunt,
Segart,
Torres Torres.

### District judiciaire deSueca
Albalat de la Ribera,
Benicull de Xúquer,
Benifairó de la Valldigna,
Corbera,
Cullera,
Favara,
Fortaleny,
Llaurí,
Polinyà de Xúquer,
Riola,
Simat de la Valldigna,
Sollana,
Sueca,
Tavernes de la Valldigna.

### District judiciaire deTorrent
Alaquàs,
Aldaia,
Paiporta,
Picanya,
Torrent.

### District judiciaire deValence
Valence.

### District judiciaire deXàtiva
L'Alcúdia de Crespins,
Anna,
Barxeta,
Bicorp,
Bolbaite,
Canals,
Cerdà,
Chella,
Enguera,
Estubeny,
La Font de la Figuera,
Genovés,
La Granja de la Costera,
Llanera de Ranes,
Llocnou d'en Fenollet,
La Llosa de Ranes,
Moixent,
Montesa,
Navarrés,
Novelé,
Quesa,
Rotglà i Corberà,
Torrella,
Vallada,
Vallés,
Xàtiva.